# Nöda
Nöda é um município da Alemanha localizado no distrito de Sömmerda, estado da Turíngia. Pertence ao Verwaltungsgemeinschaft de Gramme-Aue.